# Coprinellus heptemerus
Coprinellus heptemerus es una especie de hongo en la familia Psathyrellaceae. Fue descrito por primera vez en 1952 como  Coprinus heptemerus por los micólogos M. Lange y Alexander H. Smith, y posteriormente fue transferido al género Coprinellus in 2001.